# Dobré světlo
Dobré světlo je československé filmové psychologické drama režiséra Karla Kachyni z roku 1986 natočeného podle námětu Karla Čabrádka, které se natáčelo ve Filmovém studiu Barrandov. V hlavní roli se představil Karel Heřmánek.

## Děj
Viktor Průcha (Karel Heřmánek), architekt ve středních letech, prožívá na malém městě období, kdy má dost svého usedlého života, manželství i ústupků v práci a chce se vrátit ke své zálibě z mládí – fotografování. Jednání ostatních lidí i své vnímá jako pokrytecké. Na oslavě svých 40. narozenin se fyzicky pustí do Karase, svého do té doby „přítele“. Vyčítá mu jednání pouze ve svůj prospěch místo pro blaho města. Jádrem sporu je parcela, kterou si nárokuje vlivná skupina lidí, kteří by zde měli rádi garáže.
Průcha se odstěhuje do starého ateliéru, kde se začne opět věnovat fotografování. V tom jej podporuje jeho skutečný přítel, malíř Dušek a také místní fotograf Přemek. Důvodem skoncovat s dosavadním způsobem života byla i nehoda malé holčičky, kterou srazil před školkou automobil. On v minulosti podepsal souhlas s výstavbou školky v blízkosti frekventované silnice.
V mládí fotil Viktor akty, mj. i svou ženu Soňu, která ale pro návrat k jeho vášni nemá pochopení. Viktor při fotografování u jezu narazí na mladičkou romskou dívku Aranku, která se mu stane modelkou pro akty. Aranka po Viktorovi touží, ale ten si ji drží od těla, což se mu později vyplatí (je kvůli stykům s ní vyšetřován policií). Do přízně Viktora se loudí i Karasova manželka Majka. Průcha si domluví v místním divadle výstavu svých aktů. Většina návštěvníků má předsudky a umělecké dílo odsuzuje. Příznivých ohlasů je málo, výstava mu navíc uškodí v zaměstnání.
Ze špatné nálady jej dostává Majka, která mu vleze do postele. Slíbí, že se rozvede s Karasem. Viktor se hodlá také rozvést. Oba se spolu domluví, že si pro rozvodové formuláře zajdou společně. Když se Majka neobjevuje, jde Průcha ke Karasovi domů. Chce slyšet vysvětlení. Karas mu říká, že pro ni není dobrá partie, s ním by neměla nic jistého. Viktor to chce slyšet od ní. Když ji najde v kuchyni, stačí mu pohled na ni a je mu jasné, že její slova byla jen do větru. Mlčky odchází.
Přítelem se ukáže být i jeho tchán dr. Tomášek, který jej vezme na ryby a sdělí mu, že ohledně věku Aranky se nemusí trápit. Jakožto právník dokázal zjistit, že už měla 17 let.
V závěru filmu se Viktor loučí na vlakovém nádraží se svou manželkou Soňou. Neodolal puzení opustit zajeté životní koleje. Soňa mu říká, že na něj bude čekat maximálně rok. Vlak se rozjíždí a na nádraží se objeví i Aranka, která utíká za Viktorem. Potěšený Viktor bere do ruky fotoaparát a snímá energií a nespoutaností překypující Aranku.

## Citáty
Je to zlodějka. Ukradla u nás v čekárně z kabátu pět stovek. – Viktorova žena Soňa žárlí na Aranku.
Já znám větší zloděje. – Viktorova odpověď

## Obsazení
| Karel Heřmánek      | architekt Viktor Průcha                         |
| Jana Šulcová        | zubařka Soňa, Viktorova žena                    |
| Jan Pohan           | náměstek ředitele stavebního podniku Olda Karas |
| Ivana Chýlková      | Majka, Karasova žena                            |
| Anna Tomsová        | romská dívka Aranka (mluví Taťjána Medvecká)    |
| Ilja Prachař        | JUDr. Tomášek, Sonin otec                       |
| Petr Pelzer         | malíř Došek                                     |
| Jan Hartl           | komunální fotograf Přemek                       |
| Jana Matiášková     | sekretářka Katka                                |
| Ondřej Havelka      | Zich, Viktorův kolega                           |
| Adolf Kohuth        | vedoucí odboru výstavby Lamač                   |
| František Řehák     | tajemník MNV                                    |
| Gabriela Wilhelmová | bufetářka Kvapilová                             |
| Bořivoj Navrátil    | ředitel divadla                                 |
| Zdeněk Hradilák     | předseda MNV                                    |
| Ljuba Skořepová     | Majčina matka                                   |
| Eva Jeníčková       | prodavačka hudebních nástrojů                   |
| Marek Vašut         | Honza, nápadník prodavačky                      |
| Ladislav Potměšil   | poručík VB Čihák                                |
| Petr Skarke         | MUDr. Pavel Uhlíř                               |
| Oldřich Vízner      | učitel Radek Dittrich                           |
| Stanislav Tříska    | topič Žofka                                     |
| Jana Synková        | prodavačka Kácová                               |